# Athous binaghii
Athous binaghii là một loài bọ cánh cứng trong họ Elateridae. Loài này được Platia miêu tả khoa học năm 1984.